# رولیانو
رولیانو (به ایتالیایی: Rogliano) یک کومونه در ایتالیا است که در استان کزنتزا واقع شده‌است. رولیانو ۴۱ کیلومتر مربع مساحت و ۵٬۹۳۴ نفر جمعیت دارد و ۶۶۰ متر بالاتر از سطح دریا واقع شده‌است.